# 河本英典
河本 英典（かわもと えいすけ、1948年7月3日 - ）は、日本の実業家、元政治家。元参議院議員（2期）。父は元参議院議員、綾羽グループ創業社主の河本嘉久蔵。現在、綾羽グループ会長、滋賀経済同友会代表幹事。曾祖母の河本にわは、かつて長寿世界一だった人物で、確かな記録が残る人物としては江戸時代生まれ最後の生き残りであった。

## 概要
滋賀県高島市出身。慶應義塾大学商学部を卒業後、1972年綾羽に入社。1983年に社長に就任。
1992年に行われた第16回参議院議員通常選挙において自由民主党から滋賀県選挙区に出馬し初当選。新生党結成に参画するも自民党に復党。以後2期連続当選を果たす。
議会では財政金融委員会等に所属。また、党内では滋賀県連会長等を務めた。2000年にはパラグアイ特派大使を務めた。
自らが経営する綾羽グループの経営に専念するため2004年の参議院議員選挙に立候補しないことを表明し、引退した。以後、経営者としてグループの事業拡大などを進める一方、経済団体の代表や自らの後継者として擁立した上野賢一郎の後援会長を務め、参議院議員選挙や衆議院議員選挙の指揮を執った。2009年の第45回衆議院議員総選挙で滋賀県内の自由民主党所属の国会議員がゼロになった際、自由民主党滋賀県連会長復帰を要請されたが固辞した。
2018年秋の叙勲で旭日中綬章を受章。